# احتجاجات جاكرتا 2017
احتجاجات جاكرتا 2017 تشير إلى سلسلة من الاحتجاجات الجماهيرية بقيادة الحركات الإسلامية التي وقعت في 11 فبراير 2017 و21 فبراير 2017 في جاكرتا عاصمة إندونيسيا، والتي يطلق عليها اسم حركة 112 وحركة 212 على التوالي. كانت الاحتجاجات موجهة ضد الحاكم الحالي لمنطقة العاصمة الخاصة بجاكرتا باسوكي تجاهاجا بورناما (المعروف شعبياً باسم «أهوك») بسبب إسائة مزعومة للقرآن الكريم.

## خلفية
حاكم جاكرتا الحالي باسوكي تجاهاجا بورناما الذي كان يتنافس على انتخابات حاكم جاكرتا القادمة لعام 2017، قد اتُهم بالإسائة ضد الإسلام بعد خطابه في 27 سبتمبر 2016. أثارت الاحتجاجات الوطنية ضد الجنحة المتصورة احتجاجات على مستوى البلاد في نوفمبر 2016 وديسمبر في عام 2016، توجت بوجود رئيس إندونيسيا جوكو ويدودو منضمًا في صلاة الجمعة إلى جانب الزعماء الإسلاميين مثل محمد رزق شهاب من أجل تخفيف حدة التوترات المتصاعدة. بيد أن المعارضة والجماعات الإسلامية لم تكن راضية عن نتائج الاحتجاجات السابقة واستمرت في المطالبة بسجن باسوكي بتهمة الإسائة.

## حركة 112
حركة 112 والمعروفة أيضًا باسم حركة الدفاع الإسلامي الرابعة، هي حركة احتجاج لا عنفية. تم تنسيق الاحتجاج من قبل منتدى الأمة الإسلامية والحركة الوطنية لحرس الفتوى مجلس العلماء الإندونيسي. في البداية تم التخطيط للعمل الاحتجاجات في ميدان الموناس، في شكل مسيرة طويلة في الشوارع. بعد اجتماع محمد رزق شهاب رئيس جبهة المدافعين عن الإسلام ومنكوبوكام ويرانتو، تم تغيير شكل الاحتجاج إلى ذكر (قراءة القرآن والأدعية) وخطبة عامة في مسجد الاستقلال. بدأ المشاركون في الوصول إلى الموقع منذ ليلة الجمعة، وبدأ النشاط بعد صلاة التهجد في الساعة 2:00 صباحًا. صلوا الفجر والضحى معًا وواصلوا خلالها عبادة الذكر والتلاوة، والتي شارك فيها علماء الدين الوطنيون. انتهت بعد انتهاء صلاة الظهر. بلغ عدد المشاركين أكثر من 200.000 من المصلين، وامتلأ مسجد الاستقلال حتى غطى الحضور ساحة المسجد.
تم تسريب العديد من الشائعات حول احتمال إلغاء الإجراء والاحتجاجات من قبل وسائل الإعلام. في 9 فبراير أصدر الاتحاد الإسلامي الإندونيسي بيانًا صحفيًا حول أنشطة الاحتجاج الذي تضمن الإعلان عن التغييرات في شكل الاحتجاج، إلى: «الذكر والصلوات الوطنية لتطبيق رسالة سورة المائدة الآية 51: يجب اختيار القادة المسلمين وتحريم اختيار القادة الوثنيين».

## حركة 212
كانت احتجاجات حركة 212 احتجاجات خليفة لحركة 112، والذي أقيم بالقرب من مبنى مجلس ممثلي الشعب في سينايان وسط جاكرتا. بدأ العمل من قبل الزعيم محمد رزق شهاب، ابتداء من الساعة 08:00 صباحًا أثناء هطول المطر. استجابة لهذا الإجراء اختار أكبر منظمتين جماهيريتين إسلاميتين في إندونيسيا نهضة العلماء والمحمدية عدم المشاركة، ودعت إلى النظر في التداعيات السياسية. تم تقديم العديد من المطالب من قِبل المتظاهرين أثناء الدعوى، وطلبوا من مجلس ممثلي الشعب إرسال خطاب إلى الرئيس جوكو ويدودو للمطالبة بإنهاء تكليف باسوكي والتأكيد من جديد على أن منصب الحكام يجب أن يُعتبر غير مناسب ليحتله شخص لديه وضع مدعى عليه في حالة الإسائة المزعومة. كما طلبوا من ضباط إنفاذ القانون عدم تجريم العلماء والطلاب وطلبوا من ضباط إنفاذ القانون القبض على أهوك. أحالت اللجنة الثالثة لمجلس ممثلي الشعب هذه المطالب إلى قيادة مجلس النواب التي تم إحالتها إلى الرئيس وإبلاغ رئيس الشرطة الجنرال تيتو كارنافيان في اجتماع مع اللجنة الثالثة في 22 فبراير 2017.